# Vigneto della Valle del Rodano

Mappa dettagliata della regione vinicola del Rodano (sotto), accompagnata da altre che mostrano la zona meridionale ("Zoom A") e quella settentrionale ("Zoom B")

Il vigneto della Valle del Rodano nel sud della Francia è una vasta regione situata nei pressi del fiume Rodano, nota per la sua elevata produzione vinicola e i cui vini recano l'etichetta Appellation d'origine contrôlée (AOC). Tra questi, il più apprezzato ed esportato è il Côtes du Rhône AOC.
Il Rodano è generalmente diviso in due sottoregioni, a seconda delle distinte tradizioni vinicole: il Rodano settentrionale (denominato in francese Rhône septentrional) e il Rodano meridionale (Rhône méridional). La prima produce vini rossi dall'uva Syrah, a volte miscelata con quella da vino bianco, e vini bianchi da Marsanne, Roussanne e Viognier, mentre la seconda realizza un'altra serie di vini rossi, bianchi e rosati, spesso risultanti da miscele di diverse uve come nel Châteauneuf-du-Pape.

## Storia
Le prime viti coltivate nella regione furono probabilmente piantate intorno al 600 a.C., sebbene l'origine dei due vitigni più importanti nel nord del Rodano (Syrah e Viognier) siano soggette a speculazioni. Alcuni sostengono che i Greci abbiano portato l'uva Syrah dalla città persiana di Shiraz, mentre altri dicono che l'uva arrivò soltanto cinquant'anni dopo quando di loro, quando questi fuggirono dal re persiano Ciro I. Altri ancora affermano invece che l'uva proveniva dalla città siciliana di Siracusa, da cui, nel 280 d.C. circa, i Romani importarono la Viognier. Con il tempo, un'ampia tipizzazione del DNA e ricerche viticole hanno portato gli scienziati a concludere che la Syrah è in realtà autoctona del Rodano.
Indipendentemente dall'origine, quando anche i Romani scomparvero ebbero comunque interesse per il vino della regione. Della regione se ne parlò anche nel XIII secolo, quando i Papi e il loro considerevole potere d'acquisto avevano spostato ad Avignone la sede pontificia, in quanto a quel tempo la produzione di vino si espanse notevolmente, tant'è vero che il Duca di Borgogna vietò l'importazione e l'esportazione di vini non borgognoni. Nel 1446 la città di Digione proibì tutti i vini di Lione, Tournon e Vienne, sostenendo che erano «très petit et pauvres vins», «vini molto piccoli e miserabili».
Il nome Côtes du Rhône proviene dalla pubblica amministrazione del XVI secolo ed era un nome di un distretto nel 'reparto' del Gard. Nel 1650, per proteggersi dai falsi, fu emanato un insieme di regole nel tentativo di garantire l'origine del vino. Nel 1737 il Re decretò che tutte le botti destinate alla rivendita dovessero essere marchiate C.D.R., che erano i vini della zona di Tavel, Roquemure, Lirac e Chusclan. Poco più di cento anni dopo, anche ai vini provenienti da altre parti della regione fu applicata l'etichetta .

## Varietà d'uva
Diverse varietà di uva sono ammesse nelle diverse denominazioni del Rodano; alcune sono denominazioni a singola varietà, mentre la denominazione regionale Côtes du Rhône ne consente addirittura ventuno, tutte diverse. Nella maggior parte dei casi, le denominazioni del Rodano settentrionale consentono molte meno varietà rispetto a quelle del Rodano meridionale. In molti regolamenti di denominazione, una divisione viene trasformata in vitigni principali (indicati con M), varietà supplementari (indicate con S) e accessorie (indicate con (A)). <! - tutte le 18 varietà ammesse per Châteauneuf sono contrassegnate come "principali" in quanto sono consentite fino al 100%, indipendentemente da quanto rare siano in realtà ->
| Varietà   | Cru del nord              | Cru del nord | Cru del nord | Cru del nord                | Cru del nord                | Cru del nord | Cru del nord | Cru del nord |
| --------- | ------------------------- | ------------ | ------------ | --------------------------- | --------------------------- | ------------ | ------------ | ------------ |
| Varietà   | Condrieu, Château-Grillet | Cornas       | Côte-Rôtie   | Hermitage, Crozes-Hermitage | Hermitage, Crozes-Hermitage | Saint-Joseph | Saint-Joseph | Saint-Péray  |
| Varietà   | Condrieu, Château-Grillet | Cornas       | Côte-Rôtie   | Red                         | White                       | Red          | White        | Saint-Péray  |
| Marsanne  |                           |              |              | (A) max 15%                 | M 0-100%                    | (A) max 10%  | M 0-100%     | M 0-100%     |
| Roussanne |                           |              |              | (A) max 15%                 | M 0-100%                    | (A) max 10%  | M 0-100%     | M 0-100%     |
| Syrah     |                           | M 100%       | M min 80%    | M min 85%                   |                             | M min 90%    |              |              |
| Viognier  | M 100%                    |              | (A) max 20%  |                             |                             |              |              |              |

| Varietà                                          | Denominazioni regionali | Denominazioni regionali | Denominazioni regionali | Denominazioni regionali | Denominazioni regionali | Cru del sud       | Cru del sud         | Cru del sud | Cru del sud    | Cru del sud | Cru del sud                 | Cru del sud | Cru del sud | Cru del sud | Cru del sud | Cru del sud |
| ------------------------------------------------ | ----------------------- | ----------------------- | ----------------------- | ----------------------- | ----------------------- | ----------------- | ------------------- | ----------- | -------------- | ----------- | --------------------------- | ----------- | ----------- | ----------- | ----------- | ----------- |
| Varietà                                          | Côtes du Rhône          | Côtes du Rhône          | Côtes du Rhône Villages | Côtes du Rhône Villages | Côtes du Rhône Villages | Beaumes de Venise | Châteauneuf-du-Pape | Gigondas    | Lirac          | Lirac       | Muscat de Beaumes de Venise | Rasteau     | Tavel       | Vacqueyras  | Vacqueyras  | Vacqueyras  |
| Varietà                                          | Rosso e rosato          | Bianco                  | Rosso                   | Rosato                  | Bianco                  | Beaumes de Venise | Châteauneuf-du-Pape | Gigondas    | Rosso e rosato | Bianco      | Muscat de Beaumes de Venise | Rasteau     | Tavel       | Rosso       | Rosato      | Bianco      |
| Bourboulenc                                      | (A)                     | M                       |                         | (A)                     | M                       | (A)               | M                   | (A)         |                | M           |                             | (A)         | M           | (A)         | (A)         | M           |
| Brun Argenté (anche detto Camarèse or Vaccarèse) | (A)                     |                         | (A)                     | (A)                     |                         | (A)               | M                   | (A)         |                |             |                             | (A)         |             | (A)         | (A)         |             |
| Calitor                                          |                         |                         |                         |                         |                         |                   |                     |             |                |             |                             |             | (A)         |             |             |             |
| Carignan                                         | (A)                     |                         | (A)                     | (A)                     |                         | (A)               |                     |             | (A)            |             |                             | (A)         | (A)         | (A)         | (A)         |             |
| Carignan blanc                                   |                         |                         |                         |                         |                         |                   |                     |             |                |             |                             |             | (A)         |             |             |             |
| Cinsaut                                          | (A)                     |                         | (A)                     | (A)                     |                         | (A)               | M                   | (A)         | M              |             |                             | (A)         | M           | (A)         | M           |             |
| Clairette blanche                                | (A)                     | M                       |                         | (A)                     | M                       | (A)               | M                   | (A)         |                | M           |                             | (A)         | M           | (A)         | (A)         | M           |
| Clairette rose                                   | (A)                     |                         |                         | (A)                     |                         | (A)               | M                   | (A)         |                |             |                             | (A)         | M           | (A)         | (A)         |             |
| Counoise                                         | (A)                     |                         | (A)                     | (A)                     |                         | (A)               | M                   | (A)         |                |             |                             | (A)         |             | (A)         | (A)         |             |
| Grenache blanc                                   | (A)                     | M                       |                         | (A)                     | M                       | (A)               | M                   | (A)         |                | M           |                             | M           | M           | (A)         | (A)         | M           |
| Grenache gris                                    | (A)                     |                         |                         | (A)                     |                         | (A)               | M                   | (A)         |                |             |                             | M           | M           | (A)         | (A)         |             |
| Grenache noir                                    | M                       |                         | M                       | M                       |                         | M                 | M                   | M           | M              |             |                             | M           | M           | M           | M           |             |
| Marsanne                                         | (A)                     | M                       |                         | (A)                     | M                       | (A)               |                     | (A)         | (A)            | (A)         |                             | (A)         |             | (A)         | (A)         | M           |
| Marselan                                         | (A)                     |                         |                         |                         |                         |                   |                     |             |                |             | (A)                         |             |             |             |             |             |
| Mourvèdre                                        | S                       |                         | S                       | S                       |                         | (A)               | M                   | S           | M              |             |                             | (A)         | M           | S           | M           |             |
| Muscardin                                        | (A)                     |                         | (A)                     | (A)                     |                         | (A)               | M                   | (A)         |                |             |                             | (A)         |             | (A)         | (A)         |             |
| Muscat Blanc à Petits Grains                     |                         |                         |                         |                         |                         |                   |                     |             |                |             | M                           |             |             |             |             |             |
| Muscat Rouge à Petits Grains                     |                         |                         |                         |                         |                         |                   |                     |             |                |             | M                           |             |             |             |             |             |
| Picardan                                         |                         |                         |                         |                         |                         |                   | M                   |             |                |             |                             |             |             |             |             |             |
| Piquepoul blanc                                  | (A)                     | (A)                     |                         | (A)                     | (A)                     | (A)               | M                   | (A)         | (A)            | (A)         |                             | (A)         | M           |             |             |             |
| Piquepoul gris                                   |                         |                         |                         |                         |                         |                   | M                   |             |                |             |                             |             | M           |             |             |             |
| Piquepoul noir                                   | (A)                     |                         | (A)                     | (A)                     |                         | (A)               | M                   | (A)         |                |             |                             | (A)         | M           | (A)         | (A)         |             |
| Roussanne                                        | (A)                     | M                       |                         | (A)                     | M                       | (A)               | M                   | (A)         | (A)            | (A)         |                             | (A)         |             | (A)         | (A)         | M           |
| Syrah                                            | S                       |                         | S                       | S                       |                         | S                 | M                   | S           | M              |             |                             | (A)         | M           | S           | M           |             |
| Terret noir                                      | (A)                     |                         | (A)                     | (A)                     |                         | (A)               | M                   | (A)         |                |             |                             | (A)         |             | (A)         | (A)         |             |
| Ugni blanc                                       | (A)                     | (A)                     |                         | (A)                     | (A)                     | (A)               |                     | (A)         | (A)            | (A)         |                             | (A)         |             |             |             |             |
| Viognier                                         | (A)                     | M                       |                         | (A)                     | M                       | (A)               |                     | (A)         | (A)            | (A)         |                             | (A)         |             | (A)         | (A)         | M           |